# Люлякина, Серафима Марковна
Серафи́ма Ма́рковна Люля́кина (29 июля 1922 года, село Нижнеягодное, Бугурусланский уезд, Самарская губерния — 17 января 1993 года, Саранск) — эрзянская сказительница, писатель.

## Биография
Серафима Марковна родилась в селе Нижнеягодное ныне Похвистневского района Самарской области в многодетной крестьянской семье, в которой умели ценить меткое народное слово, сказки, песни. Кроме Симы в семье росло три брата. Девочка росла любознательной, озорной. Все знали её как выдумщицу и затейницу.
От сверстниц она отличалась необычайной чуткостью и впечатлительностью, легко перенимала меткое народное слово, острую прибаутку, задушевный напев. Но больше всего Серафима любила песни, благо не было им числа в родном эрзянском селе. Песни звучали повсюду — свои деревенские и чужие, прилетевшие из соседних сел и краев.
Самарское Заволжье издавна считается своеобразным «заповедником» эрзянского фольклора. Сказки, легенды, песни, обрядовая поэзия сохранились здесь в великом множестве. Здесь, на богатой почве древней устно-поэтической культуры эрзи выросла целая плеяда известных писателей, таких, как Василий Радаев, Артур Моро, Ксения Петрова, Михаил Втулкин, Числав Журавлев и другие. Не случайна, конечно, и «живучесть» здесь сказительского и песенного искусства.
Склонность к пению, к поэтической импровизации у Люлякиной проявилась рано. Ещё в детстве у неё обнаружился чистый, от природы хорошо поставленный голос и хороший слух. Обладая отличной памятью, она быстро осваивала песенный репертуар своих подруг и односельчан. Легко запоминала каждую услышанную песню, причем не только слова, но и мелодию.
Большое творческое влияние на Серафиму в эти годы оказала её бабушка, Анисья Ефимовна, прожившая 105 лет и прославившаяся своим песенно-сказительским мастерством на всю Самарскую губернию. От неё Люлякина переняла весь репертуар, от неё перешли к девочке любовь и вкус к родному языку, умение петь и складывать песни. Именно с её легкой руки внучка «смлада мечтала… артисткой стать». Выросшая в столь благотворной творческой среде, Люлякина рано поднялась на клубную сцену, охотно участвовала в детских олимпиадах и смотрах художественной само¬деятельности. Она знала много песен, на лету импровизировала частушки, пробовала сочинять сама. Некоторые её песни были напечатаны в стенной и районной газетах. Талант Люлякиной был замечен, ей советовали учиться музыке, поэзии. Однако осуществить это не удалось из-за материальных трудностей. По той же причине пришлось бросить в пятом классе и учёбу в школе. Надо было работать, заботиться о младших братьях и сестрах, а затем и о своих детях. Серафима Марковна вырастила и воспитала семерых детей.
В 1992 году Серафиме Марковне ставят диагноз «рак». 17 января 1993 года её не стало. Похоронена на родине в селе Ягодное.

## Труды
Публиковалась в республиканской периодической печати и коллективных сборниках. 

Самая первая книга С. Люлякиной — «Моронь гайть» («Песенный звон») вышел в 1982 году. Год спустя эта книга была удостоена диплома I-й степени на международной книжной выставке. Другие книги Люлякиной: «Расскажу тебе» (1986), «Минек оянок» («Наши друзья») 1988, «Тонеть, Мордовиям» («Тебе, Моя Мордовия» 1991), «Сказки, стихи, басни» (1993).

## Достижения
Лауреат областных, всероссийских и всесоюзных фестивалей самодеятельного творчества.
Заслуженный работник культуры Мордовской АССР (1990), лауреат Государственной премии МССР (1992), лауреат премии Комсомола Мордовии (1992).
На основе её творчества созданы многие книги о фольклоре и культуре эрзянского народа.
В селе Ягодное Похвистневского района, на родине поэтессы существуют музей Серафимы Люлякиной.